# Route nationale 19
La route nationale 19 (RN 19 o N 19) è una strada nazionale lunga 447 km che parte da Parigi e termina a Delle.

## Percorso
Ha inizio nella capitale francese, nel quai d’Ivry. Da Ivry-sur-Seine attraversa la Senna e passa per Créteil: in questo primo tratto è stata declassata a D19, da Bonneuil-sur-Marne a Brie-Comte-Robert mantiene la denominazione originaria, mentre in seguito prende il nome di D319. Proseguendo verso sud-est tocca Guignes, dove diventa D619, Nangis e Provins.
Successivamente segue la Senna fino alla città di Troyes passando per Romilly-sur-Seine. Continua verso est attraversando il parco naturale regionale della Forêt d'Orient e raggiunge poi Chaumont. Da qui la strada conduce in direzione sud lungo la valle della Marna fino al centro di Langres. Da Rolampont, intanto, torna ad essere una strada nazionale.
Dopo Langres la N19 viene utilizzata dall’E54 che porta a Monaco di Baviera: insieme arrivano a Vesoul, Lure e Belfort (tra questi due comuni il vecchio tracciato è stato declassato a D619 e D19). Fino agli anni settanta terminava a Saint-Louis passando per Altkirch, oggi (dopo avere sostituito la RN19b) giunge invece a Delle dopo aver servito Héricourt e Sevenans, paese dopo il quale è stata integrata alla N1019, nonché all’E27. Dopo il confine con la Svizzera è continuata dall’A16.